# Slovenský Superpohár
La Supercoppa di Slovacchia (ufficialmente, in slovacco, Slovenský Superpohár) è stata una competizione annuale in cui si affrontano in un'unica gara i campioni di Slovacchia in carica con i detentori della Coppa di Slovacchia. Nel caso in cui entrambi i titoli siano stati vinti dalla stessa squadra, il trofeo non viene assegnato.
Nel 1993 il trofeo venne giocato tra lo Slovan Bratislava e la Nazionale slovacca.

## Albo d'oro
| Anno | Vincitore                 | Risultato           | Finalista          |
| ---- | ------------------------- | ------------------- | ------------------ |
| 1993 | Slovan Bratislava         | 3-3 (dts) 3-2 (dtr) | Slovacchia         |
| 1994 | Slovan Bratislava         | 2-0                 | Tatran Prešov      |
| 1995 | Inter Slovnaft Bratislava | 3-2                 | Slovan Bratislava  |
| 1996 | Slovan Bratislava         | 3-1                 | Humenné            |
| 1997 | Košice                    | 5-0                 | Slovan Bratislava  |
| 1998 | Spartak Trnava            | 3-1                 | Košice             |
| 1999 | Slovan Bratislava         | non disputata       |                    |
| 2000 | Inter Slovnaft Bratislava | non disputata       |                    |
| 2001 | Inter Slovnaft Bratislava | non disputata       |                    |
| 2002 | Senec                     | 1-1 (dts) 4-3 (dtr) | Žilina             |
| 2003 | Žilina                    | 2-1                 | Púchov             |
| 2004 | Žilina                    | 2-0                 | Artmedia Petržalka |
| 2005 | Artmedia Petržalka        | 3-1                 | Dukla B.B.         |
| 2006 | Ružomberok                | non disputata       |                    |
| 2007 | Žilina                    | 1-1 (dts) 5-4 (dtr) | ViOn Z.M.          |
| 2008 | Artmedia Petržalka        | non disputata       |                    |
| 2009 | Slovan Bratislava         | 2-0                 | Košice             |
| 2010 | Žilina                    | 1-1 (dts) 4-2 (dtr) | Slovan Bratislava  |
| 2011 | Slovan Bratislava         | non disputata       |                    |
| 2012 | Žilina                    | non disputata       |                    |
| 2013 | Slovan Bratislava         | non disputata       |                    |
| 2014 | Slovan Bratislava         | 1-0                 | Košice             |
| 2015 | AS Trenčín                | non disputata       |                    |
| 2016 | AS Trenčín                | non disputata       |                    |

## Titoli per club
| Club               | Vittorie | Sconfitte | Anni vittorie                                  | Anni sconfitte   |
| ------------------ | -------- | --------- | ---------------------------------------------- | ---------------- |
| Slovan Bratislava  | 8        | 3         | 1993, 1994, 1996, 1999, 2009, 2011, 2013, 2014 | 1995, 1997, 2010 |
| Žilina             | 5        | 1         | 2003, 2004, 2007, 2010, 2012                   | 2002             |
| Inter Bratislava   | 3        | -         | 1995, 2000, 2001                               |                  |
| Artmedia Petržalka | 2        | 1         | 2005                                           | 2004             |
| VSS Košice         | 1        | 3         | 1997                                           | 1998, 2009, 2014 |
| Spartak Trnava     | 1        | -         | 1998                                           |                  |
| Senec              | 1        | -         | 2002                                           |                  |
| Ružomberok         | 1        | -         | 2006                                           |                  |